# Percy Liza
Carlos Percy Liza Espinoza ( [peɾki ˈlisa]; * 10. dubna 2000 Chimbote) je peruánský profesionální fotbalista, který hraje jako útočník za peruánský klub Carlos A. Manucci.

## Začátky
Ve 17 letech se usadil v Limě. Fotbal začal hrát  za tamní klub Club Sporting Cristal. Začal hrát v rezervním B-týmu.

## Klubová kariéra

### Sporting Cristal (2019-2021)
Svou první smlouvu podepsal v dubnu 2020 s klubem Sporting Cristal z města Lima. 
První gól vstřelil proti Club Universitario de Deportes 20. 11. 2020.
Tento rok také vyhrál s klubem národní titul.
Další sezónu získal individuální ocenění Revelation Player. S klubem také vyhrál dvě další trofeje: Torneo Apertura a Copa Bicentenario. Zájem o něj poté začaly mít kluby v Evropě, ale odmítl.

### CS Marítimo (2022-2023)
V letech 2022–2023 hrál za CS Marítimo.

### Carlos A. Manucci (2023–)
Od roku 2023 hraje za Carlos A. Manucci

## Reprezentační kariéra
V roce 2023 poprvé nastoupil za reprezentaci. Odehrál za ni dvě utkání.

## Styl hry
Lizu popsal Roberto Mosquera jako „velký fotbalový talent“. 
Umí dobře hrát oběma nohama a driblovat. Jeho úspěchy vedly k tomu, že ho média začaly porovnávat s Mbappém. 
Jeho idoly byli Paolo Guerrero a Karim Benzema.

## Úspěchy

### Sporting Cristal
- 1× Primera División: 2020
- 1× Torneo Apertura: 2021
- 1× Copa Bicentenario: 2021

## Statistiky
Zápasy a góly platné k 28. srpnu 2022
| Klub                  | Ročník              | Liga                    | Liga   | Liga | Národní pohár | Národní pohár | Kontinentální poháry | Kontinentální poháry | Celkem | Celkem |
| Klub                  | Ročník              | Liga                    | Zápasy | Góly | Zápasy        | Góly          | Zápasy               | Góly                 | Zápasy | Góly   |
| --------------------- | ------------------- | ----------------------- | ------ | ---- | ------------- | ------------- | -------------------- | -------------------- | ------ | ------ |
| Club Sporting Cristal | 2019                | Primera División (Peru) | 2      | 0    | -             | -             | 1                    | 0                    | 3      | 0      |
| Club Sporting Cristal | 2020                | Primera División (Peru) | 8      | 2    | -             | -             | -                    | -                    | 8      | 2      |
| Club Sporting Cristal | 2021                | Primera División (Peru) | 23     | 6    | 3             | 2             | 5                    | 0                    | 31     | 8      |
| Club Sporting Cristal | 2022                | Primera División (Peru) | 19     | 4    | -             | -             | 5                    | 1                    | 24     | 5      |
| Club Sporting Cristal | Celkem              | Celkem                  | 52     | 12   | 3             | 2             | 11                   | 1                    | 66     | 15     |
| Celkově (v kariéře)   | Celkově (v kariéře) | Celkově (v kariéře)     | 52     | 12   | 3             | 2             | 11                   | 1                    | 66     | 15     |